# AD Almería
Agrupación Deportiva Almería war ein spanischer Fußballverein aus Almería. Der Verein wurde 1971 gegründet, 1982 aufgelöst und trug seine Heimspiele im Estadio Municipal Juan Rojas aus, das heute Platz bietet für 13.500 Zuschauer. AD Almería spielte insgesamt zwei Spielzeiten in der höchsten spanischen Spielklasse, der Primera División.

## Geschichte
Der Verein AD Almería wurde im Jahre 1971 in der gleichnamigen andalusischen Stadt gegründet. Nachdem der neu ins Leben gerufene Verein sein erstes Jahr in einer regionalen Amateurliga gespielt hatte, wurde er vom spanischen Fußballverband für die Saison 1972/73 in die damals noch drittklassige Tercera División eingestuft. In eben jener Spielklasse agierte AD Almería in den folgenden fünf Jahren, wobei die Tabellenplätze zwischen Aufstiegsregion und Abstiegsregion schwankten. Die Tercera División 1976/77 beendete man auf dem dritten Rang, wodurch man für die neu geschaffene Segunda División B, in der Folge die dritte spanische Liga, startberechtigt war. Dort lief es für das Team von AD Almería sofort sehr gut, man wurde am Ende der Saison 1977/78 Erster der Gruppe 2 mit drei Punkten Vorsprung auf den FC Algeciras und stieg in die Segunda División auf. Auch dort konnte sich AD Almería sofort etablieren und belegte in seiner ersten Zweitligasaison einen überraschenden ersten Platz, punktgleich mit dem CD Málaga und einen Zähler vor Betis Sevilla, wodurch man den Aufstieg in die Primera División, Spaniens höchste Spielklasse im Fußball, feiern konnte. Die Mannschaft von Trainer José María Maguregui konnte auch in der Primera División positiv überraschen und am Ende der Saison 1979/80 einen hervorragenden elften Tabellenrang erreichen, wobei man sieben Punkte vor dem ersten Abstiegsplatz, belegt von Rayo Vallecano, rangierte.
Nach dem erfolgreichen Klassenerhalt trat Maguregui als Chefcoach von AD Almería zurück, sein Nachfolger wurde Arsenio Iglesias. Unter diesem konnte die Mannschaft um Kapitän Juan Rojas die zuvor gezeigten Leistungen nicht wieder abrufen und stieg als Tabellenletzter der Primera División 1980/81 wieder in die zweite Liga ab. Mit diesem Abstieg begann der Niedergang von AD Almería. Auch in der Zweitligasaison 1981/82 wurde man nur Achtzehnter, was den direkten Durchmarsch von der ersten in die dritte Liga zur Folge hatte. Hinzu kamen auch noch finanzielle Probleme, die letztendlich im Sommer 1982 zur Auflösung von AD Almería führten.
Sieben Jahre nach dem Ende von AD Almería wurde in der andalusischen Stadt ein neuer Fußballverein gegründet. Dieser trug den Namen UD Almería und schaffte in den 2000er-Jahren wie schon sein Vorgängerklub die Promotion für die Primera División. Gegenwärtig findet man UD Almería in der zweitklassigen Segunda División.

## Ligazugehörigkeit
- Primera División: 2 Spielzeiten
- Segunda División: 2 Spielzeiten
- Segunda División B: 1 Spielzeiten
- Tercera División: 5 Spielzeiten

## Bekannte Spieler
- Eufemio Cabral
- Andoni Murúa
- Alfonso Troisi

## Bekannte Trainer
- Arsenio Iglesias
- José María Maguregui

## Ligazugehörigkeit
- Primera División: 2 Spielzeiten
- Segunda División: 2 Spielzeiten
- Segunda División B: 1 Spielzeiten
- Tercera División: 5 Spielzeiten